# 希尔德贝特一世
希尔德贝特一世（496年—558年10月13日），法兰克人之王。他是克洛维一世的第三个儿子，出生於蘭斯。在511年克洛维去世后，克洛维的领地被分给了他和他的三个兄弟。其中長兄提乌德里克一世在梅斯，次兄克洛多米爾在奥爾良，幼弟克洛泰爾一世在蘇瓦松，而希尔德贝特一世則在巴黎。

## 生平

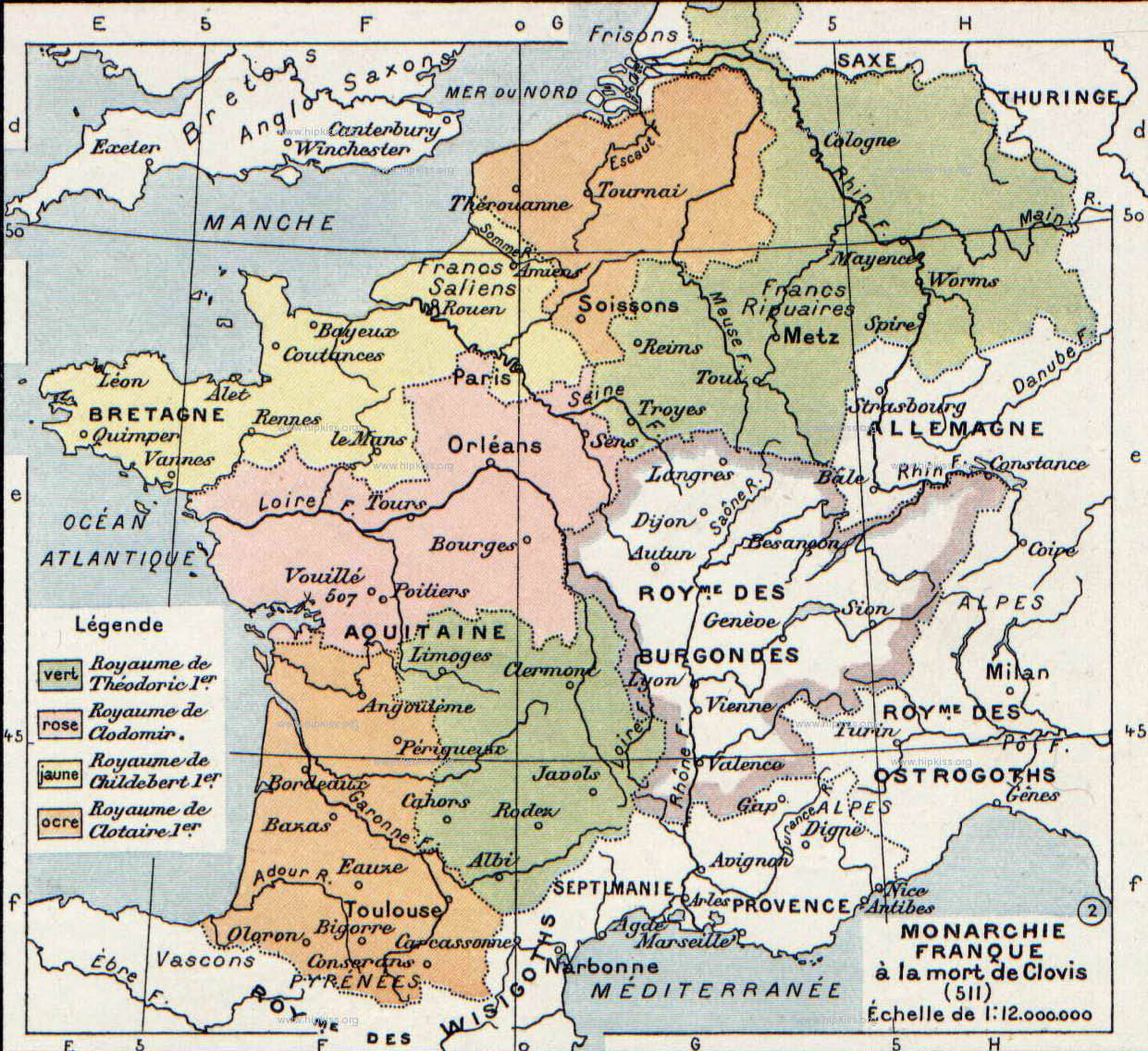
511年時高盧的割据

希尔德贝特參加了於523年－524年，由克洛維一世的四個兒子聯合與勃艮第國王西吉斯蒙德和他的弟弟貢多馬爾戰鬥，可能是受到母親克洛蒂爾德的要求，因為她要報復父母被西吉斯蒙德的父親、自己的叔父貢多巴德所殺之仇
。雖然法蘭克軍隊俘虜了西吉斯蒙德，並於524年5月1日殺死西吉斯蒙德及他的兩名兒子。但是同年，次兄克洛多米爾戰死於攻打勃艮第人的韋澤龍克之戰（今韋澤龍斯屈爾坦）。克洛多米爾死後，他的弟弟希尔德贝特及克洛泰爾瓜分了他的領土，並殺死了他的三個兒子其中的兩個，克羅泰爾還霸佔了他的妻子貢迪奧克。剩下的兒子克羅多奧德被逼剃髮到新城修道院（後稱聖克盧修道院，因聖克羅多奧德曾擔任修道院長而名）成為修道院長，剃髮即代表放棄法蘭克王族的地位。希尔德贝特佔領了沙特爾及奥爾良，而克洛泰爾則佔領了圖爾及普瓦捷。
其後，希尔德贝特參加了攻打勃艮第國王貢多馬爾三世的戰爭，於532年攻打歐坦，並於534年聯合克洛泰爾及提烏德里克的兒子提烏德貝爾特一世一同攻滅勃艮第王國並瓜分，佔有馬孔、日內瓦及里昂等城市。當東哥德人國王維蒂吉斯於535年割讓普羅旺斯給
法蘭克王國時，兄弟們同意希尔德贝特佔有亞爾及馬賽等地，並在克洛泰爾的幫助下於536年-537年冬天成功完成侵佔該省份。
531年，妹妹西哥德人國王阿馬拉里克的妻子克洛蒂爾德向他發出請求，投訴阿里烏教派的國王及他的西哥德人國民迫害作為天主教徒的她，要求她改變信仰，阿馬拉里克其後更被逐出納博訥。希尔德贝特與阿馬拉里克因此大戰於巴塞隆拿。最後阿馬拉里克被打敗並被族人殺害，而克洛蒂爾德卻在跟隨兄長軍隊返回法蘭克王國的路上逝世。希尔德贝特將她的屍體帶回巴黎安葬，她的母親和兄弟都為她哀悼。
希尔德贝特對西哥特人進行了其他入侵。他在克洛泰爾的幫助下於542年佔領潘普洛納，並圍攻薩拉戈薩，但最後被迫撤退。從這次入侵中，他將珍貴的薩拉戈薩的聖文生的聖帶作為聖物帶回巴黎，並在巴黎的城門外興建著名的聖十字和聖文生教堂以作紀念，後來此修道院被稱為「聖日耳曼德佩修道院」。

## 死亡
558年10月13日，希尔德贝特在巴黎逝世。死后無嗣子，弟弟克洛泰爾一世合并了他的全部領土。

## 配偶和子女
希尔德贝特和欧特罗戈德（Ultrogothe）结婚，两人只留下两个匿名的女儿。根据后期的文献记载，她们被命名为“克若多伯尔加”（Chrodoberga）和“克若德辛迪斯”（Chrodesindis）。